# センティモ
センティモ（スペイン語: céntimo、ポルトガル語: cêntimo）は、スペイン、ポルトガルやそれらのかつての植民地で使用された通貨の補助単位である。ユーロ以前の主なスペインの通貨はペセタであり、1ペセタは100センティモであった。ポルトガルでは、レアルやエスクードである。ヨーロッパ共同体では、セントが100分の1ユーロの正式名称であるが、センティモがユーロセントを表すために一般的に使用される。

## 現在使用されている通貨

### ポルトガル・センティモ
- クワンザ
- ドブラ

### スペイン・センティモ
- コスタリカ・コロン（1917年から1920年まではセンターボが使用されていた）
- グアラニー
- ヌエボ・ソル
- フィリピン・ペソ
- ベネズエラ・ボリバル

## 過去使用された通貨
この一覧は未完成です。加筆、訂正して下さる協力者を求めています。

### ポルトガル・センティモ
- モザンビカン・メティカ（英語版）（発行されていない）

### スペイン・センティモ
- サハラ・ペセタ（英語版）
- スペイン・ペセタ
- インティ (通貨)